# Defensive lineman
Cet article court présente un sujet plus développé dans : Defensive tackle et Defensive end.
Defensive lineman ou joueur de ligne défensive au Canada est un terme de football américain et de football canadien qui désigne les joueurs de la ligne défensive, soit les defensive tackles ou plaqueurs défensifs, et les defensive ends ou ailiers défensifs.